# Borrowed Clothes; or, Fine Feathers Make Fine Birds
Borrowed Clothes; or, Fine Feathers Make Fine Birds è un cortometraggio muto del 1909 interpretato e diretto da Van Dyke Brooke.

## Produzione
Il film fu prodotto dalla Vitagraph Company of America.

## Distribuzione
Distribuito dalla Vitagraph Company of America, il film - un cortometraggio di 164 metri - uscì nelle sale cinematografiche statunitensi il 24 agosto 1909.
Nelle proiezioni, veniva programmato con il sistema dello split reel, accorpato in un'unica bobina con un altro cortometraggio della Vitagraph diretto da Van Dyke Brooke, il drammatico Judge Not That Ye Be Not Judged.